# Tour de Pologne 2017 – 1. etap
1. etap kolarskiego wyścigu Tour de Pologne 2017 odbył się 29 lipca. Start etapu oraz meta miały miejsce w Krakowie. Etap liczył 130 kilometrów.

## Premie
Na 1. etapie były następujące premie:
| Rodzaj | Rodzaj           | Miejscowość  | Kilometry (od startu) | Kilometry (do mety) |
| ------ | ---------------- | ------------ | --------------------- | ------------------- |
|        | Górska (IV kat.) | Bachowice    | 71,4 km               | 58,6 km             |
|        | Górska (IV kat.) | Kaszów       | 97,0 km               | 33,0 km             |
|        | Lotna            | Ul. Chełmska | 112,6 km              | 17,4 km             |

### Wyniki
| Górska – Bachowice |                |        |        |
| Miejsce            | Zawodnik       | Zespół | Punkty |
| 1.                 | Martijn Keizer | TLJ    | 1      |

| Górska – Kaszów |                |        |        |
| Miejsce         | Zawodnik       | Zespół | Punkty |
| 1.              | Martijn Keizer | TLJ    | 1      |

| Lotna – Chełmska |                 |        |        |
| Miejsce          | Zawodnik        | Zespół | Punkty |
| 1.               | Martijn Keizer  | TLJ    | 3      |
| 2.               | Maciej Paterski | CCC    | 2      |
| 3.               | Nathan Haas     | DDD    | 1      |

## Wyniki etapu
| Miejsce | Zawodnik          | Państwo   | Zespół               | Czas       | Bon.  | Pkt. |
| ------- | ----------------- | --------- | -------------------- | ---------- | ----- | ---- |
| 1.      | Peter Sagan       | Słowacja  | Bora-Hansgrohe       | 2h 56' 16" | -10 s | 20   |
| 2.      | Caleb Ewan        | Australia | Orica-Scott          | + 0"       | -6 s  | 19   |
| 3.      | Danny van Poppel  | Holandia  | Team Sky             | + 0"       | -4 s  | 18   |
| 4.      | Riccardo Minali   | Włochy    | Astana Pro Team      | + 0"       | —     | 17   |
| 5.      | Niccolò Bonifazio | Włochy    | Bahrain-Merida       | + 0"       | —     | 16   |
| 6.      | Nathan Haas       | Australia | Dimension Data       | + 0"       | -1 s  | 15   |
| 7.      | Roberto Ferrari   | Włochy    | UAE Team Emirates    | + 0"       | —     | 14   |
| 8.      | Paweł Franczak    | Polska    | Reprezentacja Polski | + 0"       | —     | 13   |
| 9.      | Boy van Poppel    | Holandia  | Trek-Segafredo       | + 0"       | —     | 12   |
| 10.     | Jens Debusschere  | Belgia    | Lotto Soudal         | + 0"       | —     | 11   |

## Klasyfikacje po 1. etapie

### Klasyfikacja generalna
| Miejsce | Zawodnik          | Państwo   | Zespół               | Czas       |
| ------- | ----------------- | --------- | -------------------- | ---------- |
|         | Peter Sagan       | Słowacja  | Bora-Hansgrohe       | 2h 56' 16" |
| 2.      | Caleb Ewan        | Australia | Orica-Scott          | + 4"       |
| 3.      | Danny van Poppel  | Holandia  | Team Sky             | + 6"       |
| 4.      | Nathan Haas       | Australia | Dimension Data       | + 9"       |
| 5.      | Riccardo Minali   | Włochy    | Astana Pro Team      | + 10"      |
| 6.      | Niccolò Bonifazio | Włochy    | Bahrain-Merida       | + 10"      |
| 7.      | Roberto Ferrari   | Włochy    | UAE Team Emirates    | + 10"      |
| 8.      | Paweł Franczak    | Polska    | Reprezentacja Polski | + 10"      |
| 9.      | Boy Van Poppel    | Holandia  | Trek-Segafredo       | + 10"      |
| 10.     | Jens Debusschere  | Belgia    | Lotto Soudal         | + 10"      |

### Klasyfikacja punktowa
| Miejsce | Zawodnik         | Państwo   | Zespół          | Punkty |
| ------- | ---------------- | --------- | --------------- | ------ |
|         | Peter Sagan      | Słowacja  | Bora-Hansgrohe  | 20     |
| 2.      | Caleb Ewan       | Australia | Orica-Scott     | 19     |
| 3.      | Danny van Poppel | Holandia  | Team Sky        | 18     |
| 4.      | Nathan Haas      | Australia | Dimension Data  | 17     |
| 5.      | Riccardo Minali  | Włochy    | Astana Pro Team | 16     |

### Klasyfikacja górska
| Miejsce | Zawodnik       | Państwo  | Zespół             | Punkty |
| ------- | -------------- | -------- | ------------------ | ------ |
|         | Martijn Keizer | Holandia | Team LottoNL-Jumbo | 2      |

### Klasyfikacja najaktywniejszych
| Miejsce | Zawodnik        | Państwo   | Zespół                | Punkty |
| ------- | --------------- | --------- | --------------------- | ------ |
|         | Martijn Keizer  | Holandia  | Team LottoNL-Jumbo    | 3      |
| 2.      | Maciej Paterski | Polska    | CCC Sprandi Polkowice | 2      |
| 3.      | Nathan Haas     | Australia | Dimension Data        | 1      |

### Klasyfikacja drużynowa
| Miejsce | Zespół          | Państwo           | Czas       |
| ------- | --------------- | ----------------- | ---------- |
| 1.      | Gazprom-RusVelo | Rosja             | 8h 48' 48" |
| 2.      | Team Sky        | Wielka Brytania   | + 0"       |
| 3.      | Dimension Data  | Południowa Afryka | + 0"       |
| 4.      | Lotto Soudal    | Belgia            | + 0"       |
| 5.      | Astana Pro Team | Kazachstan        | + 0"       |